# Cabralismo
Cabralismo é a designação pela qual ficou conhecido o período, de 1842 a 1846, em que António Bernardo da Costa Cabral dominou a política portuguesa. O cabralismo caracterizou-se pela adopção da doutrina constitucional contida na restaurada Carta Constitucional de 1826, tomada como um dogma a respeitar escrupulosamente, permitindo assim criar um enquadramento estável que foi explorado pelo governo. Este caracterizou-se por ser um executivo forte, decididamente apoiado pelos poderes régios consignados na Carta, com relevo para o poder moderador investido na soberana.

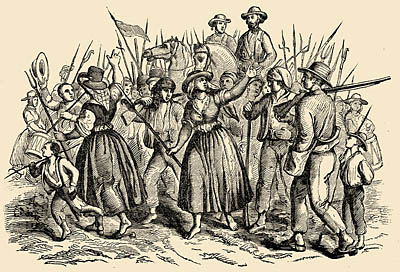
Revolta da Maria da Fonte, in A Ilustração, v. II, 1846, p. 71.

Com o apoio expresso da rainha D. Maria II, de quem Costa Cabral era considerado um valido, a frente parlamentar do governo era assegurada por uma maioria obediente, congregada num partido exclusivista e apostado em manter, contra as investidas da esquerda e os restos do miguelismo, a ordem julgada necessária ao desenvolvimento do país.
Uma das primeiras reformas do cabralismo foi a centralização administrativa, aprovando o Código Administrativo de 1842. Seguiu-se a reforma das Guardas Nacionais, um dos factores de instabilidade anteriores, o retomar de relações com a Santa Sé e o controlo da dívida externa e do défice governamental.
O cabralismo tentou o arranque de um programa ambicioso de obras públicas, criando parcerias público-privadas com a criação de companhias credoras do Estado. Na frente social, legislou sobre instrução pública e sobre saúde, tentando modernizar estes sectores.
Tendo de contrair um empréstimo de 2400 contos, uma quantia astronómica na altura, foi forçado a uma reforma fiscal voltada para o aumento da receita do Estado, o que iniciou um rápido processo de erosão da base de suporte popular ao governo.
Numa clara manifestação de favor, a rainha D. Maria II nomeou Costa Cabral conselheiro de Estado efectivo (1843), par do Reino (1844) e elevou-o a conde de Tomar (1845), por duas vidas. Contudo, o rápido enriquecimento de Costa Cabral, que, partindo da situação de modesto advogado, em poucos anos se tornou detentor de apreciável fortuna, que incluía um palácio capaz de hospedar a rainha, bem como o nepotismo de que era acusado, já que o seu irmão José Bernardo da Silva Cabral, também feito 1.º conde de Cabral era um dos sustentáculos do governo (por isso apodado o governo dos Cabrais), fizeram de Costa Cabral uma figura odiada por vastas camadas da população. Quando o outro irmão e o pai também ingressaram no parlamento, as acusações de nepotismo, clientelismo e concussão nos concursos públicos cresceram.
Quando em Janeiro de 1846 o imparável aumento da despesa pública, e do consequente défice estatal, levaram ao corte do crédito ao Estado, tornando a bancarrota iminente, o cabralismo entrou em agonia. Assim, apesar de ter completado a legislatura, e de ter sido o primeiro governo do liberalismo português a conseguir essa proeza, o descontentamento popular era tal que a mínima agitação ameaçava resultar em sublevação. Foi o que aconteceu na Primavera de 1846 com a Revolução da Maria da Fonte.
Perante o alastrar da sublevação popular, muito a contragosto a rainha foi obrigada a demitir Costa Cabral, que se exilou para Madrid. Foi o fim do cabralismo.
Apesar de todas as suas deficiências e corrupção, no final, o cabralismo tinha constituído uma etapa necessária no liberalismo português. Costa Cabral consolidou o Estado liberal, assente numa forte centralização e complexa burocracia. Escudado no exército, na maçonaria, de que Costa Cabral foi Grão-mestre do Grande Oriente Lusitano, e em clientelas que beneficiavam da política económica e financeira, baseada nas obras públicas e fomento, o cabralismo lançou os alicerces do actual Estado português, tendo chegado aos nossos dias muitos dos seus traços.